# Abacab
Albums de Genesis
Duke
(1980) Three Sides Live
(1982)
Singles
1. Abacab
Sortie : 14 août 1981
2. No Reply at All
Sortie : 9 septembre 1981
3. Keep It Dark
Sortie : 23 octobre 1981
4. Man on the Corner
Sortie : 5 mars 1982

Abacab est le onzième album studio du groupe britannique Genesis, paru en 1981. Il est classé durant vingt-sept semaines en Angleterre, dont vingt-deux semaines consécutives. Il atteint la première place durant les deux premières semaines de sa présence dans les charts. On retrouve les cuivres des Phenix Horns, du groupe Earth, Wind & Fire sur la chanson No Reply at All.

## Titres
Tous les titres sont écrits par Tony Banks, Phil Collins et Mike Rutherford, sauf ceux indiqués.
| 1. | Abacab                    | 7:02 |
| 2. | No Reply at All           | 4:41 |
| 3. | Me and Sarah Jane (Banks) | 6:00 |
| 4. | Keep It Dark              | 4:34 |

| 1. | Dodo/Lurker                 | 7:30 |
| 2. | Who Dunnit?                 | 3:22 |
| 3. | Man on the Corner (Collins) | 4:27 |
| 4. | Like It or Not (Rutherford) | 4:58 |
| 5. | Another Record              | 4:30 |

## Musiciens
- Phil Collins : chant, chœurs, batterie, percussions, boite à rythmes.
- Tony Banks : claviers
- Mike Rutherford : guitare, basse

### Musiciens invités
- Phenix Horns : cuivres sur la chanson No Reply at all

## Production
- Genesis : production
- Hugh Padgham : technicien
- Bill Smith : design pour la pochette
- Carol Willis : coordinatrice de projet
- Tony Smith : gérant

## Origine du nom
Le titre Abacab ne signifie rien en particulier mais il vient de la structure musicale initiale du morceau lui-même ; en notant « partie A », « partie B », « partie A », « partie C », « partie A », « partie B » sur le papier durant les répétitions en studio, le mot « ABACAB » est apparu. En principe, la version finale devrait plutôt s'appeler « Abbaaccaab ».

## Classements et certifications

### Classements hebdomadaires de l'album
| Classement (1981)   | Durée du classement | Meilleure position |
| ------------------- | ------------------- | ------------------ |
| Royaume-Uni         | 27 semaines         | 1er                |
| Allemagne           | 20 semaines         | 6e                 |
| Canada (RPM Charts) | 26 semaines         | 3e                 |
| États-Unis          | 64 semaines         | 7e                 |
| France (SNEP)       | 92 semaines         | 1er                |
| Italie (FIMI)       | —                   | 2e                 |
| Norvège             | 11 semaines         | 4e                 |
| Nouvelle-Zélande    | 4 semaines          | 44e                |
| Pays-Bas            | 7 semaines          | 6e                 |
| Suède               | 4 semaines          | 11e                |

### Classements annuels de l'album
| Classement (1981)          | Meilleure place |
| -------------------------- | --------------- |
| Italie (FIMI)              | 13              |
| France (SNEP)              | 4               |
| États-Unis (Billboard 200) | 29              |

### Classements singles
| Année | Single            | Chart                  | Durée du classement | Position |
| ----- | ----------------- | ---------------------- | ------------------- | -------- |
| 1981  | Abacab            | Hot 100                | 14 semaines         | 26e      |
| 1981  | Abacab            | Mainstream Rock Tracks | 24 semaines         | 6e       |
| 1981  | Abacab            | UK Singles Chart       | 8 semaines          | 9e       |
| 1981  | Abacab            | Single Top 100         | 13 semaines         | 28e      |
| 1981  | Abacab            | (V) Ultratop           | 1 semaine           | 36e      |
| 1981  | Abacab            | RPM Top Singles        | 29 semaines         | 11e      |
| 1981  | Abacab            | Top 100                | 19 semaines         | 8e       |
| 1981  | Abacab            | VG-lista               | 4 semaines          | 8e       |
| 1981  | Abacab            | RMNZ Singles Top40     | 1 semaine           | 50e      |
| 1981  | Abacab            | Mega Top 50            | 6 semaines          | 25e      |
| 1981  | No Reply at All   | Hot 100                | 18 semaines         | 29e      |
| 1981  | No Reply at All   | Mainstream Rock Tracks | 17 semaines         | 2e       |
| 1981  | No Reply at All   | RPM Top Singles        | 14 semaines         | 7e       |
| 1981  | No Reply at All   | Top 100                | 11 semaines         | 19e      |
| 1981  | Keep It Dark      | UK Singles Chart       | 4 semaines          | 33e      |
| 1982  | Man on the Corner | Hot 100                | 18 semaines         | 29e      |
| 1982  | Man on the Corner | Mainstream Rock Tracks | 8 semaines          | 14e      |
| 1982  | Man on the Corner | UK Singles Chart       | 5 semaines          | 41e      |
| 1982  | Man on the Corner | RPM Top Singles        | 6 semaines          | 28e      |

### Certifications et ventes
| Pays        | Certification | Ventes      | Date       |
| ----------- | ------------- | ----------- | ---------- |
| Allemagne   | Or            | 250 000 +   | 1988       |
| États-Unis  | 2 × Platine   | 2 000 000 + | 11/02/1988 |
| France      | Or            | 100 000 +   | 1981       |
| Royaume-Uni | Or            | 100 000 +   | 24/09/1981 |